# میتسوکی سایگا
میتسوکی سایگا (انگلیسی: Mitsuki Saiga; ۱۲ ژوئن ۱۹۷۳ – ) صداپیشه اهل ژاپن بود. وی از سال ۱۹۹۸ میلادی تاکنون مشغول فعالیت بوده‌است.